# Paraclinus
Paraclinus is een geslacht van straalvinnige vissen uit de familie van slijmvissen (Labrisomidae). Het geslacht is voor het eerst wetenschappelijk beschreven in 1888 door François Mocquard.

## Soorten
- Paraclinus altivelis (Lockington, 1881)
- Paraclinus arcanus R. Z. P. Guimarães & Bacellar, 2002
- Paraclinus barbatus V. G. Springer, 1955
- Paraclinus beebei C. Hubbs, 1952
- Paraclinus cingulatus (Evermann & M. C. Marsh, 1899)
- Paraclinus ditrichus Rosenblatt & T. D. Parr, 1969
- Paraclinus fasciatus (Steindachner, 1876)
- Paraclinus fehlmanni V. G. Springer & Trist, 1969
- Paraclinus grandicomis (N. Rosén, 1911)
- Paraclinus infrons J. E. Böhlke, 1960
- Paraclinus integripinnis (R. Smith, 1880)
- Paraclinus magdalenae Rosenblatt & T. D. Parr, 1969
- Paraclinus marmoratus (Steindachner, 1876)
- Paraclinus mexicanus (C. H. Gilbert, 1904)
- Paraclinus monophthalmus (Günther, 1861)
- Paraclinus naeorhegmis J. E. Böhlke, 1960
- Paraclinus nigripinnis (Steindachner, 1867)
- Paraclinus rubicundus (Starks, 1913)
- Paraclinus sini C. Hubbs, 1952
- Paraclinus spectator R. Z. P. Guimarães & Bacellar, 2002
- Paraclinus stephensi Rosenblatt & T. D. Parr, 1969
- Paraclinus tanygnathus Rosenblatt & T. D. Parr, 1969
- Paraclinus walkeri C. Hubbs, 1952